# Cygów
Cygów – wieś w Polsce położona w województwie mazowieckim, w powiecie wołomińskim, w gminie Poświętne. Ma status sołectwa.
Na terenie wsi utworzono dwa sołectwa: Cygów i Jadwiniew.
W okresie Królestwa Polskiego istniała gmina Cygów.
| SIMC    | Nazwa     | Rodzaj    |
| ------- | --------- | --------- |
| 0684091 | Jadwiniew | część wsi |

Wierni Kościoła rzymskokatolickiego należą do parafii św. Jana Chrzciciela i św. Wojciecha Biskupa Męczennika w Poświętnem.

## Historia
Odkrycia archeologiczne z XIX w. wskazują na starożytną osadę i cmentarzysko sprzed dwu tysięcy lat. Odnalezienie rzymskich monet z okresu cesarza Karakalli oraz innych przedmiotów jest opisane w 'Raporcie Dwóch Wójtów Cygowa i Woli Cygowskiej' w 1819 r. i opracowane przez profesora Kolendę.
Około 1445 r. parafia Cygów, lub 'Cygowo', została utworzona z części parafii Kobyłka. W 1527 Grzegorz Ronczajski, albo wdowa jego z synami, wystawili kościół drewniany, pod wezwaniem św. Jana Chrzciciela i św. Wojciecha Biskupa Męczennika, który został zdewastowany przez wichurę w 1755. Jeszcze przed 1755 r. zięć Teodora Szydłowskiego, ówczesnego wojewody płockiego, Dyzma Szymanowski, zakupił dobra cygowskie. Jako właściciel Cygowa, wystawił w 1762 r. nowy drewniany kościół, który został odnowiony w 1859 r. za czasów prawnuka jego i wójta Feliksa Szymanowskiego.
W skład dóbr cygowskich wchodziły folwark Jadwinów z atynencjami Laskowizna, Las Stróżka, Las Suchołąg, oraz wsie Cygów, Górale, Poświętne, Turze oraz Wola Cygowska. Ta ostatnia została nabyta w XVIII w. przez Karola Lelewela od Teodora Dyzmy Szymanowskiego. W XIX w. funkcjonowały tu gorzelnia i owczarnia, a ludność zajmowała się sukiennictwem.
Od 1867, po śmierci Feliksa Szymanowskiego, majątek cygowski był stopniowo wyprzedawany, a ok. 1885 r. został odebrany Teodorowi Korwin Szymanowskiemu, z powodu niespłacenia długów. Majątek został rozparcelowany, dwór Szymanowskich zaś rozebrany, przy czym od tego czasu ziemie zwano potocznie 'jojnowizną', a parafię Poświętne z uwagi na sąsiednią wieś.

## Osobistości związane z Cygowem
- Teodor Szydłowski (wojewoda płocki) (1697-1795) - właściciel Chrzęsna, teść Dyzmy Szymanowskiego
- Dyzma Szymanowski (1719-1784) – cześnik ziemi warszawskiej i szambelan króla Augusta III
- August III Sas - król Polski
- Stanisław August Poniatowski - ostatni król Polski
- Karol Maurycy Lelewel (1748-1830) – łowczy mazowiecki
- Teodor Dyzma Szymanowski (1756-1804) – poseł na sejmy, szambelan królewski
- Feliks Franciszek Łubieński (1758-1848) - działacz polityczny i teść Barbary Szymanowskiej
- Joachim Lelewel (1786-1861) – historyk, bibliograf
- Piotr Łubieński (1786-1867) - generał polski i teść Feliksa Szymanowskiego
- Prot Adam Lelewel (1790-1884) – oficer napoleoński
- Feliks Szymon Szymanowski (1791-1867) – wójt Cygowa
- Julian Malczewski (1820-1883) - jego żona, Maria, była bratanicą Feliksa Szymona
- Teodor Korwin-Szymanowski (1846-1901) – pisarz, napisał o "zjednoczonej Europie" w Cygowie[13][14]
- Bernard Alojzy Łubieński (1846-1933) - redemptorysta, misjonarz, pisarz[15]
- Jacek Malczewski (1854-1929) - syn Marii i Juliana, bliski krewny Szymanowskich
- Feliks Franciszek Szymanowski (1875-1943) – inżynier, duchowny mariawicki
- Eustachy Korwin-Szymanowski (1876-1936) – dyrektor Banku Polskiego